# Phascogale
Phascogale é um gênero de marsupial da família Dasyuridae.

## Espécies
- Phascogale calura Gould, 1844
- Phascogale tapoatafa (Meyer, 1793)
- Phascogale pirata (Thomas, 1904)